# Den trifidů
Den trifidů (v anglickém originále The Day of the Triffids) je vědeckofantastický postapokalyptický román a nejznámější dílo britského spisovatele Johna Wyndhama. Bylo publikováno roku 1951. Obsahuje 17 kapitol a doslov, příběh se odehrává v Anglii 20. století. Je napsána v ich-formě z pohledu protagonisty Billa Masena.
V roce 2001 ke knize vyšlo volné pokračování s názvem Noc trifidů, které napsal spisovatel Simon Clark a jež vychází z původního světa trifidů.

## Námět
Na Zemi se rozšíří trifidé, podivné rostliny, které se dokáží odpoutat od půdy a přesunovat se. Jsou schopny zmrzačit či zabít člověka svým jedovatým žahadlem. Trifidé poskytují vysoce kvalitní olej a původně byli k tomuto účelu vyšlechtěni. Poté, co lidstvo sleduje jedné noci na obloze množství zvláštních zelených meteorů, probudí se následujícího rána slepé. Zrak se uchoval pouze těm jedincům, kteří se na úkaz nedívali. Pro poslední zbytky lidstva začíná postapokalyptická budoucnost, v níž mají noví houževnatí nepřátelé člověka (trifidé) převahu.

## Obsah knihy
1. Začátek konce
2. Příchod trifidů
3. Tápající velkoměsto
4. První stíny
5. Světlo v noci
6. Noví přátelé
7. Valná hromada
8. Marnost nad marnost
9. Evakuace
10. Tynsham
11. ...A zase dál
12. Slepá ulička
13. Cesta za nadějí
14. Shirning
15. Svět se zmenšuje
16. Kontakt
17. Strategický ústup

## Postavy
- Bill Masen – protagonista příběhu, před katastrofou pracoval na trifidí farmě.
- Josella Playtonová – blondýnka, kterou Bill zachrání a společně se snaží přežít.
- Wilfred Coker – řečník a idealista, domnívá se zpočátku, že je správné pomáhat co největšímu počtu slepých lidí.
- Dennis a Mary Brantovi – majitelé statku v Shirningu.
- slečna Durantová – zakladatelka křesťanské komunity v Tynshamu.
- E. H. Vorless – bývalý profesor sociologie, společně s Beadlym hlavní představitel skupiny lidí, kteří se pokoušejí přežít v nových podmínkách a uchovat lidstvu naději na budoucnost.
- Elspeth Caryová – žena ze skupiny vidomých lidí, kronikářka událostí.
- Ivan Simpson – člen Beadlyho skupiny, pilot vrtulníku.
- Joyce Taylorová – známá Dennise a Mary Brentových.
- Michael Beadley – člen skupiny snažící se o založení nové civilizace bez sentimentálních a oslabujících vazeb na minulost.
- Sandra Telmontová – žena ze skupiny vidomých lidí.
- Stephen Brennel – muž, kterého Masen a Coker potkají během svého pátrání po Joselle, na čas spojí své síly.
- Susan – asi desetiletá dívenka, kterou Masen zachrání a vezme s sebou.
- Torrence – jeden z členů samozvané rady, která hodlá vzkřísit starou civilizaci včetně jejích negativních dopadů.
- Walter Lucknor – Billův kolega z farmy, o trifidech měl své teorie, které se ukázaly prorockými.
- Alf – Cokerův pomocník.

## Děj
Děj se odehrává ve druhé polovině 20. století v Anglii.
„Když se probudíte v den, o kterém náhodou víte, že je to středa, a všechno kolem připomíná neděli, začnete tušit, že něco není v pořádku.“ Že Bill Masen propásl konec světa – tedy konec světa, jaký znal bezmála třicet let – byla pouhá náhoda. Díky trifidímu uštknutí ležel na nemocničním lůžku, hlavu včetně očí zamotanou v obvazech. Den zelených hvězd – tak je nazývána noc, kdy byly vidět na obloze zvláštní jevy zářící zelenavým světlem, osudný večer pro devadesát devět procent obyvatel na světě. Na meteory se dívaly miliardy lidí z celého světa a ráno se probudily do naprosté tmy, probudili se slepí.
V každém městě se našly desítky lidí, kteří neoslepli podobnou náhodou jako Bill. Ten se po opuštění nemocniční budovy seznámil s Josellou Playtonovou. Za pár dní se sblíží a hledají další lidi nepoznamenané katastrofou. Přitom je sužuje dilema: mají pomáhat umírajícím, nebo se soustředit na vlastní přežití? Bill se domnívá, že veškerá pomoc směřovaná nevidomým lidem by pouze prodloužila jejich utrpení a rovnala by se vlastní sebevraždě. Instinktivně cítí, že bude lepší na sebe neupozorňovat, a tento pocit jej posléze uchrání před velkými problémy. Ne vždy, ale v hektických dnech po katastrofě dokáže na svůj instinkt dát. Pomalu se vyrovnává s novou realitou.
„Budu možná čelit světu plnému hrůz a nebezpečí, ale budu se s nimi moct vypořádat po svém, nebudu už postrkován sem a tam silami a zájmy, kterým jsem ani nerozuměl.“
Společně s Josellou narazí posléze na univerzitě na společnost lidí kolem dr. E. H. Vorlesse a Michaela Beadleyho, kteří shromažďují všechny vidomé a organizují plány „na přežití lidstva“. Každý, kdo vidí, se může ke skupině připojit, ale není to zadarmo. Je třeba upustit od starých předsudků a naučených zákonů civilizace, která se zhroutila. Morální hlediska a ideje musí jít stranou, prvořadé je přežití člověka, kmene, rodu.
„Můžeme si dovolit živit omezený počet nevidomých žen, neboť ty budou mít děti, které vidět budou. Nemůžeme ale živit nevidomé muže. V našem novém světě se tudíž děti stávají mnohem důležitějšími než manželé.“
Bill a několik dalších včetně Joselly je lstí vylákáno a uneseno z univerzity skupinou kolem Wilfreda Cokera. Coker je přesvědčen, že by se mělo pomoci všem postiženým, jak to nejlépe půjde. Přidělí Masena ke skupince slepců, kterým má pomoci se zajištěním základních potřeb – jídla, noclehu atd. Bill uvažuje o útěku, ale nedokáže slepé opustit. Jeho skupina se rozpadne poté, co narazí na konkurenční klan a několik lidí je zastřeleno. Londýnem (a dalšími městy) se navíc šíří neznámá nemoc podobná choleře, břišnímu tyfu či moru, která kosí bloumající obyvatele jednoho po druhém. Situaci ztěžují také trifidé, kteří začínají pronikat do města a lovit lidi.
Trifid je samohybná rostlina uměle vyvinutá v laboratořích původně pro zisk oleje. Z velkého kalichu na silném stonku vyčnívá tři metry dlouhé žahadlo napuštěné jedem. Lidé je po počátečním překvapení přestali vnímat jako hrozbu, ačkoli trifidé vykazovali inteligenci – útočili na nechráněná místa – v prvé řadě na hlavu, aby oběť oslepili. Trifidé se rozšířili po celém světě, vznikly farmy, kde byli připoutáni řetězy k plotům a někteří byli zbaveni žahadla (dokud se nepřišlo na to, že odejmutím žahadla klesne kvalita vyprodukovaného oleje). Lidé si dokonce pěstovali trifidy i na vlastních zahrádkách. Po Dni zelených hvězd se trifidé z řetězů uvolnili a začali zabíjet svým žahadlem nevidomé. Bill byl v té době jediný, kdo si uvědomoval trifidí hrozbu, před katastrofou totiž věnoval část svého života jejich výzkumu. Navíc spolupracoval s Walterem Lucknorem, jehož prognózy zněly hrozivě, ale nebyly daleko od pravdy.
„Za předpokladu, že jsou skutečně obdařeni jistou inteligencí, máme proti nim jen jednu jedinou výhodu – zrak. My vidíme, kdežto oni ne. Zbav nás ale zraku a naše převaha je tatam.“
Masen se chvíli protlouká na vlastní pěst, dokud se nestřetne opět s Cokerem. Cokerovy ideály vzaly za své a nabízí Billovi spojenectví, které on přijímá. Společně dorazí do venkovského panství v Tynshamu, kde se formuje křesťanské společenství kolem slečny Durantové. Bill stále neúspěšně pátrá po nějaké informaci o Joselle. Společně s Cokerem odjíždějí a zanechávají dočasně Tynsham jeho osudu. Po krátké době se spojí s trojčlennou skupinkou Stephena Brennela. Z vrtulníku propátrávají hrabství a vytvoří si přehled o přeživších obyvatelích v okolí, kteří se většinou opevnili na usedlostech. Několik lidí se k nim připojí a padne rozhodnutí k návratu do Tynshamu. Masen se rozhodne pokračovat v pátrání po Joselle. Cestou nalezne mladou dívku Susan. Vzpomene si, že mu Josella udala jedno místo, kam by se v případě nouze uchýlila – statek Shirning. Skutečně ji tam s několika dalšími lidmi nalezne. Avšak pouze Josella Playtonová má zrak v pořádku.
Zde se pokouší společně po několik let budovat spolehlivé útočiště a zabezpečit veškeré potřeby jeho obyvatel. Joselle se narodí Billovo dítě. Plány jim nabourávají trifidé, kteří se shromažďují kolem farmy a které už nedokáže zadržet ani silný plot. Jediné, co na ně platí, je oheň. Trifidé reagují na hluk a jsou učenliví, metody použité proti nim fungují pouze krátce. Zdá se, že se odchod z farmy stane nevyhnutelným. Masen se s Josellou vypraví k moři. Bill se domnívá, že slepotu způsobily vojenské družice, které nad planetou rozprášily látku poškozující zrak. Zda to byla havárie či záměr, je nejasné. Během rozhovoru spatří vrtulník, který jim přelétne nad hlavami a míří do vnitrozemí.
Při návratu na statek dvojice zjistí, že u nich přistál Ivan Simpson, pilot ze skupiny kolem Michaela Beadlyho. Simpson jim vypráví, co se s nimi stalo. Nakonec se k nim přidal i Coker, neboť v Tynshamu propukla choroba. Nabízí jim možnost připojit se k již relativně stabilně fungujícímu společenství na ostrově Wight, kde se lidem podařilo během několika let trifidy vymýtit. Bill a Josella souhlasí (mluví i za ostatní), ale chtějí na farmě zůstat ještě přes léto. Ivan nabídne Masenovi nově založenou funkci profesora biochemie, jenž by měl na starost vývoj prostředků proti trifidům. Bill ví, že je to správná cesta. Ivan se loučí a odlétá.
Rozhodnutí odstěhovat se na Wight uspíší návštěva jistého Torrence, jenž se třemi ozbrojenými muži vnucuje Masenovi podřízenost samozvané radě jihozápadní Anglie. Na farmu by přibyli další slepí lidé, ačkoli je zřejmé, že je půda do budoucna nemůže uživit. Rada má v plánu budovat obranu a připravit se na větší ozbrojený konflikt. S takovým plánem nikdo z farmy nesouhlasí, všichni společně opouštějí své dosavadní bydliště a uchylují se na ostrov Wight.
Kolonie na ostrově Wight se ukáže jako životaschopná na rozdíl od ostatních uskupení v Anglii, která se musí potýkat s trifidy.
| „                            | Osamělost vám odhalí, že jste pouhý atom vydaný napospas nekonečnu, a neustále čeká na svou příležitost, aby vás vyděsila, strašlivě vyděsila - to je pravý záměr osamělosti; a to jí také nikdy nesmíte dovolit... | “ |
| — John Wyndham – Den Trifidů | |   |

## Adaptace díla

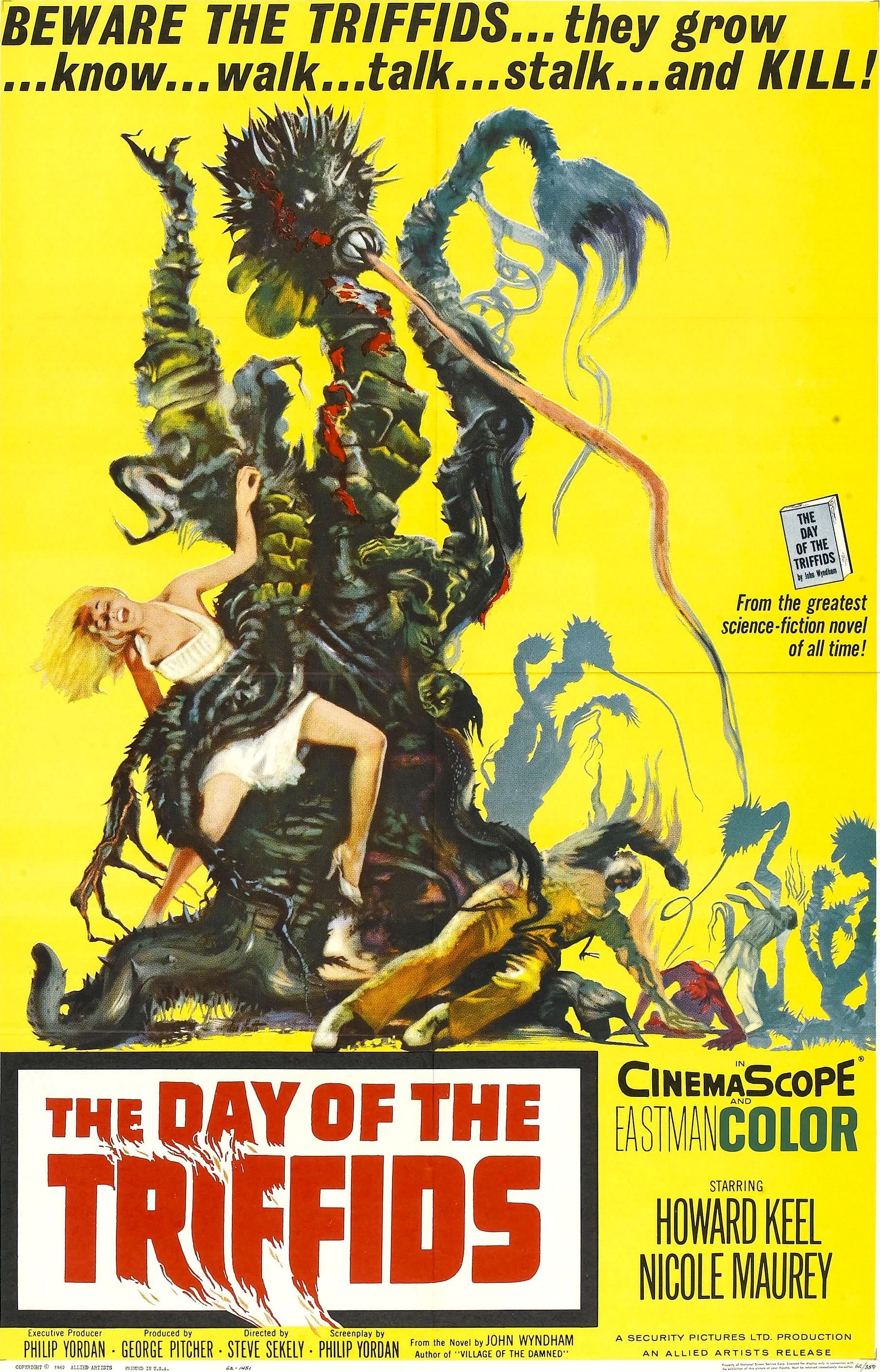
Plakát k filmu Den Triffidů z roku 1962

- Den Triffidů, film Velké Británie z roku 1962, režie Steve Sekely a Freddie Francis[3]
- The Day of the Triffids, šestidílný TV seriál stanice BBC z roku 1981, režie Ken Hannam[4]
- Den trifidů, dvoudílný TV seriál Velké Británie z roku 2009, režie Nick Copus[5]

Ve Velké Británii vzniklo také několik rozhlasových adaptací, v Německu pak jedna vysílaná stanicí Westdeutscher Rundfunk (WDR).
V Československu vznikl v roce 1978 nahrávka pro Knihovnu K. E. Macana. Knihu načetl Jiří Zavřel.

## Česká a slovenská vydání
Knihu z originálu „The Day of the Triffids“ přeložil Jaroslav Kořán. Zajímavostí je, že ji přeložil dvakrát – v době totalitního režimu a po pádu komunismu. Překlady jsou totožné, až na národnost člověka, který mohl za roznesení trifidích semen do světa. První české vydání vyšlo v roce 1972, 21 let po vydání v Anglii. Knihu česky vydalo několik nakladatelství, mezi nimi i Odeon.
- Den Trifidů; Praha: Mladá fronta 1972 (edice Kapka č. 126), překlad Jaroslav Kořán (verše přeložili Jan Zábrana a Hana Žantovská), brožovaná, 266 stran, náklad 35 000
- Den Trifidů; Praha: Mladá fronta 1977 (edice Máj č. 283)(česky) společně s nakladatelstvími Naše Vojsko (česky) a Smena (slovensky), překlad Jaroslav Kořán (verše přeložili Jan Zábrana a Hana Žantovská), vázaná s papírovým přebalem, 248 stran, náklad 100 000
- Den Trifidů; Praha: Odeon 1990 (edice Sci–Fi), překlad Jaroslav Kořán, brožovaná, 240 stran, náklad 70 000, ISBN 80-207-0113-3
- Den Trifidů; Paralela 50, 1993, překlad Jaroslav Kořán, brožovaná, 248 stran, ISBN 80-901514-2-6
- Den Trifidů; BB Art, 1999, překlad Jaroslav Kořán, vázaná s papírovým přebalem, 280 stran, ISBN 80-7257-147-8
- Den Trifidů; BB Art, 2001, překlad Jaroslav Kořán, brožovaná, 280 stran, ISBN 80-7257-282-2
- Den Trifidů; BB Art, 2008, překlad Jaroslav Kořán, vázaná, 280 stran, ISBN 978-80-7381-277-5
- Den Trifidů; BB Art, 2009, překlad Jaroslav Kořán, vázaná s papírovým přebalem, 280 stran, ISBN 978-80-7381-597-4

### Rozhlasové úpravy
- Den Trifidů byl natočen v Československém rozhlase v roce 1978 (režie Petr Adler, čte Josef Velda). Premiéra 23. 7. 1978 (část 1–6) a 30. 7. 1978 (část 7–12; Praha, 15:00–17:00 h.) v cyklu Pokračování za pět minut.[7]
- V Českém rozhlasu Ostrava vzniklo v roce 2017 jako patnáctidílná četba na pokračování. Překlad: Jaroslav Kořán rozhlasová úprava: Eva Lenartová, hudba Nikos Engonidis, četl: Norbert Lichý, režie Tomáš Soldán[8]

### Související článek
- Trifid (fiktivní rostlina)